# Fruithurst
Fruithurst – miasto w Stanach Zjednoczonych, w stanie Alabama, w hrabstwie Cleburne. W roku 2023 miasto zamieszkiwało 248 osób, a gęstość zaludnienia wynosiła 95,4 osoby/km².